# 讷维尔圣阿芒
讷维尔圣阿芒（法語：Neuville-Saint-Amand，法語發音：[nøvil sɛ̃.t‿amɑ̃]）是法国上法蘭西大區埃纳省的一个市镇，属于圣康坦区。

## 地理
讷维尔圣阿芒（49°49'33"N, 3°20'2"E）面积8.26 平方千米，位于法国上法蘭西大區埃纳省，该省份为法国北部内陆省份，北起北部省，西接索姆省和瓦兹省，东临阿登省和马恩省，西南至塞纳-马恩省，东北部与比利时接壤。
与讷维尔圣阿芒接壤的市镇（或旧市镇、城区）包括：戈希、阿尔利、伊唐库尔、梅尼勒圣洛朗、聖康坦、锡西、于尔维莱尔。

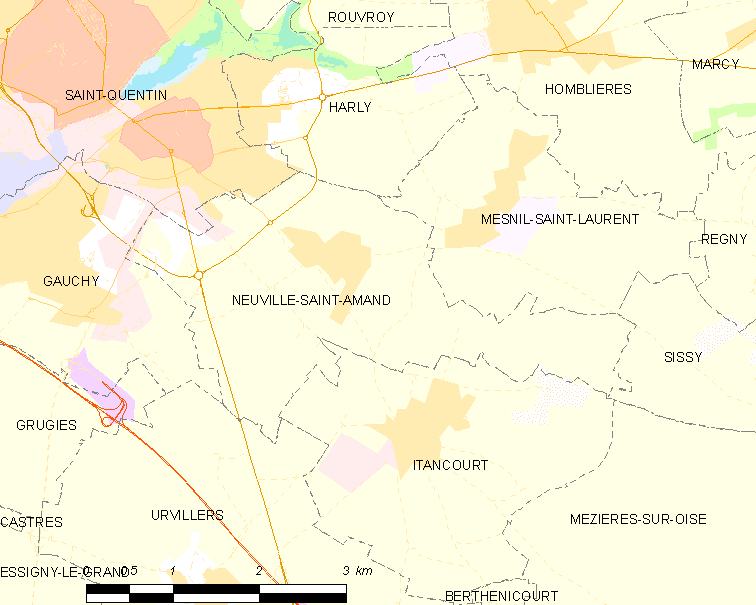
讷维尔圣阿芒的OSM定位图

讷维尔圣阿芒的时区为UTC+01:00、UTC+02:00（夏令时）。

## 行政
讷维尔圣阿芒的邮政编码为02100，INSEE市镇编码为02549。

## 政治
讷维尔圣阿芒所属的省级选区为圣康坦第三县。

## 人口

1962-2008年间讷维尔圣阿芒人口变化图示

讷维尔圣阿芒于2022年1月1日时的人口数量为857人。